# Мария Саломе фон Баден-Баден
Мария Саломе фон Баден-Баден (на немски: Maria Salome von Baden-Baden; * 1 февруари 1563; † 30 април 1600, Пфраймд) е принцеса от Баден-Баден и чрез женитба ландграфиня на Ландграфство Лойхтенберг.

## Произход и брак
Тя е дъщеря на маркграф Филиберт фон Баден-Баден (1536 – 1569) и Мехтхилд Баварска (1532 – 1565), дъщеря на баварския херцог Вилхелм IV и принцеса Мария Якобея фон Баден, дъщеря на маркграф Филип I фон Баден. Сестра е на Якоба (1558 – 1597), маркграф Филип II (1559 – 1588) и Анна Мария (1562 – 1583).
Мария Саломе се омъжва на 27 ноември 1584 г. в Мюнхен за ландграф Георг IV Лудвиг фон Лойхтенберг (1563 – 1613). Тя е първата му съпруга. Мария Саломе умира на 30 април 1600 г.

## Деца
Мария Саломе и Георг IV Лудвиг фон Лойхтенберг имат децата:
- Вилхелм (* 3 януари 1586, † 20 март 1634), ландграф на Лойхтенберг (1614 – 1621), женен от 1604 г. за Ерика от Графство Мандершайд
- Мехтхилд (* 24 октомври 1588, † 1 юни 1634), омъжена на 26 февруари 1612 г. в Мюнхен за херцог Албрехт VI (1584 – 1666), херцог на Бавария-Лойхтенберг от род Вителсбахи